# Беляки (Гомельская область)
Беляки (бел. Белякі) (до 1932 года Беляков Хутор) — деревня в Кочищанском сельсовете Ельского района Гомельской области Белоруссии.

## География

### Расположение
В 28 км На юго-запад от районного центра и железнодорожной станции Ельск (на линии Калинковичи — Словечно), в 205 км от Гомеля.

## Гидрография
Река Батывля (приток реки Словечна).

## Транспортная сеть
Транспортные связи по просёлочной, затем автомобильной дороге Засинцы — Ельск. Планировка состоит из короткой прямолинейной улицы. Застройка деревянная, усадебного типа.

## История
По письменным источникам известна с XIX века как хутор в Мозырском уезде Минской губернии. В 1879 году упоминается как селение Скороднянского церковного прихода.
В 1924 году в Скороднянской волости. В 1929 году создан колхоз имени М. И. Калинина, работала кузница. В 1930 году открыта школа. Во время Великой Отечественной войны в июле 1942 года немецкие каратели сожгли деревню и убили 21 жителя. 16 жителей погибли на фронте. В 1959 году в составе колхоза имени М. И. Калинина (центр — деревня Валавская Рудня).

## Население

### Численность
- 2004 год — 10 хозяйств, 18 жителей.

### Динамика
- 1917 год — 118 жителей.
- 1924 год — 146 жителей.
- 1925 год — 19 дворов.
- 1940 год — 49 дворов, 285 жителей.
- 1959 год — 171 житель (согласно переписи).
- 2004 год — 10 хозяйств, 18 жителей.